# Angelina Nikonova
Angelina Nikonova (Rostov sul Don, 27 febbraio 1976) è una regista e sceneggiatrice russa.

## Filmografia parziale

### Regista
- Twilight Portrait (2011)
- Kto-nibud' videl moju devčonku? (2021)[1]

## Premi
- Gran Premio del Reykjavík International Film Festival
- Premio per la migliore fotografia del Kinotavr
- Premio per il miglior debutto del Festival internazionale del cinema di Varsavia